# 岡山医学会
岡山医学会（おかやまいがくかい、英語: Okayama Medical Association）は、日本の学術研究団体の一つ。

## 概要
岡山大学医学部の前進である岡山県医学校は1888年に第三高等中学校医学部となり、その翌年に岡山医学会が設立された。岡山医学会が設立される以前より岡山県医学校の学生であった高坂駒三郎らが中心となって医学に関連した問題について勉強会を開いていた。時を同じくして他にも学生の矢野恒太、岸美之三、石井十次、越智豊太郎、江良郁二らも医政問題を研究する会を開いていた。岡山県医学校の有志が一団となって理医学攻究会という会名のもとに団結し国立医学部の誘致を展開した。
本部は、高坂のいた国清寺におかれ、高坂の編集した機関誌も発行されたが、2、3号で廃刊となった。学校側はこれら学生の活動を好意的に支援し、研究発表機関の必要性から学生と協議して1889年10月に岡山医学会を設立した。
学術研究団体としての種別は単独学会である。基礎医学臨床医学を学術研究領域とし、医学の研究およびその進歩を図ることを目的としている。

## 沿革
- 1889年10月 - 岡山医学会設立。

## 刊行物

### 岡山医学会雑誌
- 誌名（和文）：岡山医学会雑誌
- 誌名（欧文）：Journal of Okayama Medical Association
- 創刊年：1889
- 資料種別：ジャーナル（査読付き論文を含む）
- 使用言語：日本語（英文抄録あり）
- 発行形態：印刷体
- 著作権帰属先：学会
- クリエイティブコモンズ：定めていない
- 購読：有料